# Ziyafat Asgarov
Ziyafat Asgarov (né le 24 octobre 1963 à Achagi Uzunoba) est un homme politique azerbaïdjanais, membre des Ier, IIe, IIIe, IVe, Ve et VIe législatures de l'Assemblée nationale d'Azerbaïdjan.

## Biographie
Ziyafat Asgarov est né le 24 octobre 1963 dans le village d'Achagi Uzunoba de la région de Babek, république autonome de Nakhitchevan. Il est diplômé de la faculté de droit de l'université d'État de Bakou. Il parle français et russe.

### Carrière
En 1995, il est membre du groupe de travail de la commission qui a élaboré la première constitution de la république d'Azerbaïdjan. Il est président du comité de sécurité et de défense de l'Assemblée nationale . Il est le chef de la délégation azerbaïdjanaise à l'Assemblée parlementaire de l'OTAN.

## Prix
- Ordre de la Gloire[4]